# Vieirinha
Pour le footballeur portugais né en 1924, voir Vieirinha (football, 1924).
Adelino André Vieira de Freitas, plus connu sous le nom de Vieirinha, est un footballeur portugais né le 24 janvier 1986 à Guimarães qui évolue au poste d'arrière gauche. C'est un joueur doté d'une très bonne vitesse ainsi que d'une bonne technique de dribble.

## Biographie
Vieirinha est formé dans les écoles du Vitória Guimarães puis du Futebol Clube do Porto. Il est promu en équipe première du FC Porto pour la saison 2006-2007 après la disparition de l'équipe B du club.
Il est international Espoirs à de nombreuses reprises, passant par quasiment tous les échelons à partir des -16 ans. Il est champion d'Europe des -17 ans en 2003 et y est élu meilleur joueur du tournoi.
Après un prêt d'un an au Leixões SC (2007-2008), le FC Porto le prête au PAOK Salonique avant de l'y transférer définitivement. En Grèce, il évolue sous les ordres de l'entraîneur portugais Fernando Santos.
L'équipe de PAOK, en raison de problèmes financiers, cède Vierinha le 3 janvier 2012 à Wolfsburg pour un montant de 3 millions d'euros. Le joueur signe alors un contrat de trois ans avec le club allemand.

## Palmarès

### En club
- FC Porto
  - Vainqueur de la Supercoupe du Portugal en 2006
  - Champion du Portugal en 2007

- PAOK Salonique
  - Champion de Grèce en 2019
  - Vice-champion de Grèce en 2009
  - Coupe de Grèce en 2018 et 2019

- VfL Wolfsburg
  - Vainqueur de la Coupe d'Allemagne en 2015
  - Vainqueur de la Supercoupe d'Allemagne en 2015
  - Vice-champion d'Allemagne en 2015

### En sélection
- Portugal
  - Vainqueur du championnat d'Europe en 2016

- Portugal
  - Vainqueur de l'Euro des -17 ans en 2003